# Триумфальная арка (Пхеньян)
Триумфальная арка (кор. 개선문?, 凱旋門?, кэсонмун) — памятник, построенный в Пхеньяне в честь Корейского сопротивления 1925—1945 годов против японских оккупантов.
Арка построена в 1982 году у подножия холма Моранбон в центре столицы КНДР. Памятник был построен, чтобы прославлять и чествовать роль Ким Ир Сена в борьбе с японской оккупацией. Официальное открытие Триумфальной арки состоялось по случаю семидесятилетия Ким Ир Сена. Каждый блок этой арки полностью сделан из белого гранита, а количество самих блоков в ней составляет 25 500, которые символизируют количество дней жизни Ким Ир Сена.
Создана по образцу Парижской триумфальной арки, которая немного крупнее последней. Эта самая высокая триумфальная арка в мире, высота которой составляет 60 м, а ширина — 50 м. Арка имеет дюжины комнат, балюстрад, наблюдательных платформ и лифтов. Она также имеет 4 сводчатых ворот, каждое из которых имеет высоту в 27 м, украшенные азалиями, которые выкованы на обхватах ворот. На арке написан текст «Песни о полководце Ким Ир Сене» — революционный гимн, в котором говорится, что Ким Ир Сен в 1925 году отправился бороться за национальную независимость Кореи от японской оккупации, а в 1945 году Корея была освобождена.